# Puccinia dracunculina
Puccinia dracunculina är en svampart som beskrevs av Fahrend. 1941. Puccinia dracunculina ingår i släktet Puccinia och familjen Pucciniaceae.   Inga underarter finns listade i Catalogue of Life.